# Jacinto Villalba
Jacinto Villalba (fl. XX secolo) è stato un calciatore paraguaiano, di ruolo attaccante.

## Carriera
Partecipò al Mondiale del 1930 con la Nazionale paraguaiana.